# 集合行為問題
集合行為問題（しゅうごうこういもんだい、英: Collective action problem）または社会的ジレンマ（social dilemma）とは、全ての個人が協力することでより良い結果を得られるにもかかわらず、個人間の利害対立により共同行動が阻害され、協力に失敗してしまう状況を指す。

## 解説
集合行為の問題は何世紀にもわたって政治哲学で取り上げられてきたが、1965年のマンサー・オルソンによる著書『集合行為論』で最も明確に確立された。多くのグループメンバーが、グループの長期的な最善の利益のために行動するのではなく、個人的な利益と即時的な満足を追求することを選択した場合に問題が発生する。社会的ジレンマは多様な形をとり、心理学、経済学、政治学など様々な分野で研究されている。社会的ジレンマで説明できる現象の例としては、資源の枯渇や低い投票率などがある。集合行為問題は、ゲーム理論の分析や、公共財の提供によって生じるフリーライダー問題を通じて理解することができる。さらに、集合行為問題は、世界各国が現在直面している数多くの公共政策上の課題に適用できる。

## 著名な理論家

### 初期の思想
「集合行為問題」という言葉は使っていないものの、トマス・ホッブズは人間の協力について初期の哲学者の一人であった。ホッブズは、人間は純粋に自己の利益のために行動すると考え、1651年のリヴァイアサンで「二人の人間が同じ物を望んだ場合、どちらも享受することはできず、敵対関係になる」と書いている。ホッブズは、自然状態とは、利害の対立する人々の間の永続的な戦争状態であり、協力が双方にとって有益な状況であっても、人々は争い、個人的な力を求めると考えた。自然状態における人間を利己的で紛争を起こしやすいと解釈するホッブズの哲学は、現在、集合行為問題と呼ばれるものの基礎を築いた。
デイヴィッド・ヒュームは、1738年の著書『人性論』の中で、現在では集合行為問題と呼ばれるものについて、より初期の、より有名な解釈を提供した。ヒュームは、共有地の牧草地を排水することに合意した隣人たちの描写を通じて、集合行為問題を特徴づけている。
二人の隣人は、共有している牧草地を排水することに合意するかもしれない。なぜなら、お互いの考えを知るのは容易だからである。そして、自分の役割を果たさなければ、プロジェクト全体が放棄されるという即時の結果が生じることを、それぞれが認識しなければならない。しかし、1000人もの人々がそのような行動に合意するのは非常に難しく、実際には不可能である。複雑な計画を立てるのが難しいからであり、それを実行するのはさらに難しい。一方で、各自が面倒と費用を免れる口実を探し、全ての負担を他人に押し付けようとするからである。
この一節で、ヒュームは集合行為問題の基礎を確立している。1000人もの人々が共通の目標を達成するために協力することを期待されている状況では、個人はチームの他のメンバーのそれぞれが十分な努力を払って目標を達成すると想定するため、フリーライダーになる可能性が高い。小さなグループでは、個人の影響力がはるかに大きいため、個人はフリーライドする傾向が低くなる。

### 現代の思想
集合行為問題に関する最も著名な現代の解釈は、マンサー・オルソンの1965年の著書『集合行為論』に見出すことができる。この中で、オルソンは、グループはメンバーの利益を促進するために必要であるという当時の社会学者や政治学者の信念に疑問を投げかけた。オルソンは、個人の合理性が必ずしもグループの合理性につながるわけではなく、グループのメンバーには、グループ全体の最善の利益を代表しない相反する利害関係がある可能性があると主張した。
オルソンはさらに、非競合的かつ非排除的な純粋な公共財の場合、他の人が多く貢献すればするほど、ある貢献者は公共財への貢献を減らす傾向があると論じた。また、オルソンは、個人が公共全体の利益にならずに自分に有利な経済的利益を追求する傾向を強調した。これは、個人が自分の利益を追求することで、理論的には市場全体の集団的幸福につながるはずだという、アダム・スミスの「見えざる手」の理論とは対照的である。
オルソンの著書は、社会科学における最も厄介なジレンマの1つとして集合行為問題を確立し、人間の行動とそれに関連する政府の政策に関する現在の議論に大きな影響を与えた。

## 理論

### ゲーム理論

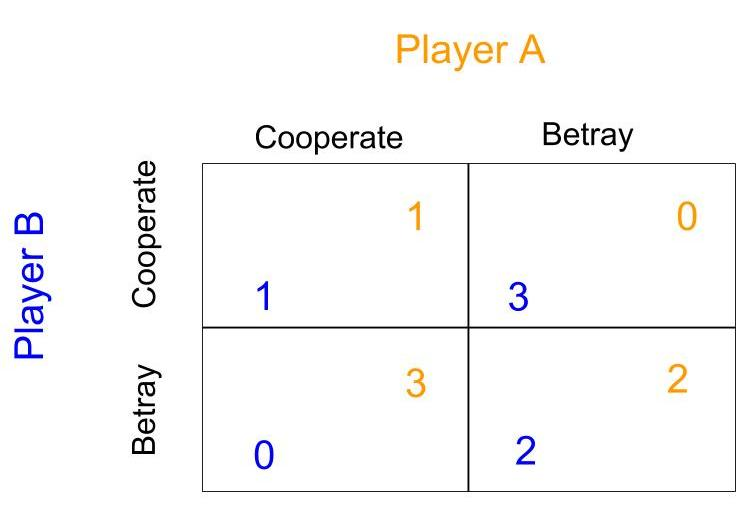
この図は、ゲーム理論の最も有名な例の1つである囚人のジレンマを示している。

社会的ジレンマは、社会科学や行動科学で大きな関心を集めている。経済学者、生物学者、心理学者、社会学者、政治学者は、社会的ジレンマにおける行動を研究している。最も影響力のある理論的アプローチは、経済ゲーム理論（すなわち、合理的選択理論、期待効用理論）である。ゲーム理論は、個人が自分の効用を最大化しようとする合理的な行為者であると仮定する。効用は、しばしば人々の経済的な自己利益という狭い意味で定義される。したがって、ゲーム理論は、社会的ジレンマにおいて非協力的な結果を予測する。これは有用な出発点ではあるが、人々が個人の合理性から逸脱する可能性がある状況は多数ある。
ゲーム理論は経済理論の主要な構成要素の1つである。それは、個人が希少資源をどのように配分するか、そして希少性がどのように人間の相互作用を促進するかを扱う。ゲーム理論の最も有名な例の1つは、囚人のジレンマである。古典的な囚人のジレンマモデルは、罪に問われている2人のプレイヤーで構成される。プレイヤーAがプレイヤーBを裏切ることを決めた場合、プレイヤーAは刑務所に行かずに済むが、プレイヤーBは実質的な刑期を受けることになり、その逆も同様である。両方のプレイヤーが犯罪について口を閉ざすことを選択した場合、両者とも刑期が短縮される。両方のプレイヤーが相手を裏切った場合、それぞれがより長い刑期を受けることになる。この状況では、両者が口を閉ざすことを選択して、刑期を短縮すべきだと思われる。しかし実際には、コミュニケーションを取ることができないプレイヤーは、刑期を減らすために個人的な動機があるため、両者とも相手を裏切ることを選択する。

#### 囚人のジレンマ
囚人のジレンマモデルは、グループの利益と対立する個人の利益の結果を示すため、集合行為問題を理解する上で重要である。このような単純なモデルでは、2人の囚人がコミュニケーションを取ることができれば問題は解決されたはずである。しかし、多数の個人が関与するより複雑な現実の状況では、集合行為問題によって、グループが集団の経済的利益になる決定を下すことがしばしば妨げられる。
囚人のジレンマは、社会的ジレンマに関する研究の基礎となる単純なゲームである。このゲームの前提は、共犯者2人が別々に投獄され、相手に不利な証拠を提供すれば寛大な扱いを受けるという申し出を受けるというものである。下の表に示すように、個人にとって最適な結果は、相手に不利な証言をされずに相手に不利な証言をすることである。しかし、グループにとって最適な結果は、2人の囚人が互いに協力することである。
|                               | 囚人Bが自白しない（協力する）    | 囚人Bが自白する（裏切る）        |
| ----------------------------- | -------------------------------- | -------------------------------- |
| 囚人Aが自白しない（協力する） | それぞれ1年の刑期                | 囚人A：3年の刑期 囚人B：無罪放免 |
| 囚人Aが自白する（裏切る）     | 囚人A：無罪放免 囚人B：3年の刑期 | それぞれ2年の刑期                |

繰り返しゲームでは、プレイヤーは互いに信頼し合うことを学習したり、相手が前のラウンドで裏切っていない限り協力するというしっぺ返し戦略を開発したりすることがある。
非対称の囚人のジレンマゲームとは、一方の囚人がもう一方よりも得るものや失うものが多いゲームのことである。協力に対する報酬が不平等な繰り返し実験では、利益を最大化する目標が、利益を平等化する目標に覆される可能性がある。不利な立場のプレイヤーは、有利な立場のプレイヤーが裏切ることが得策でない一定の割合で裏切ることがある。より自然な状況では、交渉問題のより良い解決策が存在するかもしれない。
関連するゲームには、チキンゲーム、スタグハントゲーム、割り勘のジレンマ、ムカデゲームなどがある。

### 進化論的理論
生物学的・進化論的アプローチは、社会的ジレンマにおける意思決定について有益な補完的洞察を提供する。利己的遺伝子理論によれば、個人は一見非合理的な協力戦略を追求することがあるが、それが自分の遺伝子の生存に役立つ場合である。包括適応度の概念は、家族と協力することが共有された遺伝的利益のために有益である可能性を示している。子孫を助けることは、自分の遺伝子の生存を促進するため、親にとって有利かもしれない。互恵性理論は、協力の進化について異なる説明を提供する。同じ個人間で繰り返される社会的ジレンマゲームでは、参加者が協力しなかったパートナーを罰することができるため、協力が生まれる可能性がある。これは互恵的な協力を促進する。互恵性は、参加者が対で協力する理由を説明するが、より大規模なグループを説明することはできない。間接的互恵性と高価なシグナリングの進化理論は、大規模な協力を説明するのに役立つかもしれない。人々がゲームを一緒にプレイするパートナーを選択的に選ぶことができる場合、協力的な評判を築くことが有利になる。協力は、優しさと寛大さを伝えるものであり、それらが組み合わさって、人を魅力的なグループメンバーにする。

### 心理学的理論
心理学モデルは、個人が狭い自己利益に閉じ込められているというゲーム理論の前提に疑問を投げかけることで、社会的ジレンマに関する追加の洞察を提供する。相互依存理論は、人々は与えられた利得行列を、自分の社会的ジレンマの好みに合致する実効行列に変換することを示唆している。例えば、近親者との囚人のジレンマでは、利得行列が協力的であることが合理的なものに変化する。帰属モデルは、これらの変換をさらに支持している。個人が社会的ジレンマに利己的にアプローチするか協力的にアプローチするかは、人間が本質的に貪欲なのか協力的なのかという信念に依存する可能性がある。同様に、目標期待理論は、人々が2つの条件下で協力する可能性があることを前提としている。(1)協力的な目標を持ち、(2)他者が協力することを期待しなければならない。もう1つの心理学モデルである適切性モデルは、個人が合理的に利得を計算するというゲーム理論の前提に疑問を投げかける。むしろ多くの人は、周りの人がどうするかに基づいて意思決定を行い、平等ルールのような単純なヒューリスティックを使って、協力するかどうかを決定する。適切性の論理は、人々は自問自答することを示唆している。「この文化（グループ）を考えると、この状況（認識）で、私のような人（アイデンティティ）は何を（ルール/ヒューリスティック）するのか？」(Weber et al., 2004)  (Kopelman 2009)。そしてこれらの要因が協力に影響を与える。

## 公共財
公共財のジレンマとは、グループの一部のメンバーが共通の利益のために何かを提供すれば、グループ全体が恩恵を受けることができるが、十分な数の人が貢献すれば、個人は「ただ乗り」から利益を得ることができるという状況のことである。公共財は、非排除性と非競合性の2つの特性によって定義される。つまり、誰でもその恩恵を受けることができ、ある人がそれを使用することで他の人の使用が妨げられることはないということである。その一例が、視聴者の寄付に頼っている公共放送である。視聴者一人一人がサービスの提供に不可欠なわけではないため、視聴者はサービスに対して何も支払わずにその恩恵を受けることができる。十分な人数が寄付しなければ、サービスは提供できない。経済学では、公共財のジレンマに関する文献は、この現象をフリーライダー問題と呼んでいる。経済学的アプローチは広く適用可能であり、あらゆる種類の公共財に伴うただ乗りを指すことができる。社会心理学では、この現象を社会的手抜き（social loafing）と呼んでいる。フリーライディングは一般に公共財を指すのに対し、社会的手抜きは特に、グループで働くときに一人で働くときよりも努力を怠る傾向を指す。
公共財とは、非競合性と非排除性を持つ財のことである。ある消費者による消費が他の消費者による消費に影響を与えない場合、その財は非競合的であるという。さらに、その財の対価を支払わない人々を、その財の恩恵から排除できない場合、その財は非排除的であるという。公共財の非排除性の側面は、集合行為問題の1つの側面であるフリーライダー問題が発生する場所である。例えば、ある会社が花火大会を開催し、入場料を10ドルに設定したとする。しかし、地域住民全員が自宅から花火を見ることができるとしたら、ほとんどの人は入場料を支払わないことを選ぶだろう。したがって、大多数の人々はただ乗りすることを選択し、会社が将来再び花火大会を開催することを思いとどまらせるだろう。花火大会が確かに個々人にとって有益であったとしても、人々は入場料を払う人々に花火大会の資金提供を頼ったのである。しかし、もし全員がこの立場をとっていたら、花火大会を開催する会社は、多くの人々に楽しみを提供する花火を購入するために必要な資金を調達できなかっただろう。この状況は、ただ乗りするという個人の動機が、全員が楽しめる花火大会の費用を支払うという集団の願望と対立するため、集合行為問題を示している。
純粋な公共財には、国家安全保障や公園など、通常、政府が納税者の資金を使って提供するサービスが含まれる。納税者は、税金を払う代わりに、これらの公共財の恩恵を受けている。しかし、公共プロジェクトの資金が不足している発展途上国では、コミュニティが資源を競い合い、集団全体に利益をもたらすプロジェクトに資金を提供することがしばしば求められる。コミュニティが公共の福祉に成功裏に貢献できるかどうかは、グループの規模、グループメンバーの力や影響力、グループ内の個人の嗜好や好み、グループメンバー間の利益の分配に依存する。グループが大きすぎたり、集合行為の利益が個々のメンバーに目に見えない場合、集合行為問題は協力の欠如をもたらし、公共財の提供を困難にする。

## 再生可能資源管理
再生可能な資源管理のジレンマとは、グループのメンバーが再生可能な資源を共有しているが、グループのメンバーが過剰に収穫しなければ資源は恩恵を生み出し続けるが、個人は可能な限り多くを収穫することで利益を得ることができるという状況のことである。

### コモンズの悲劇

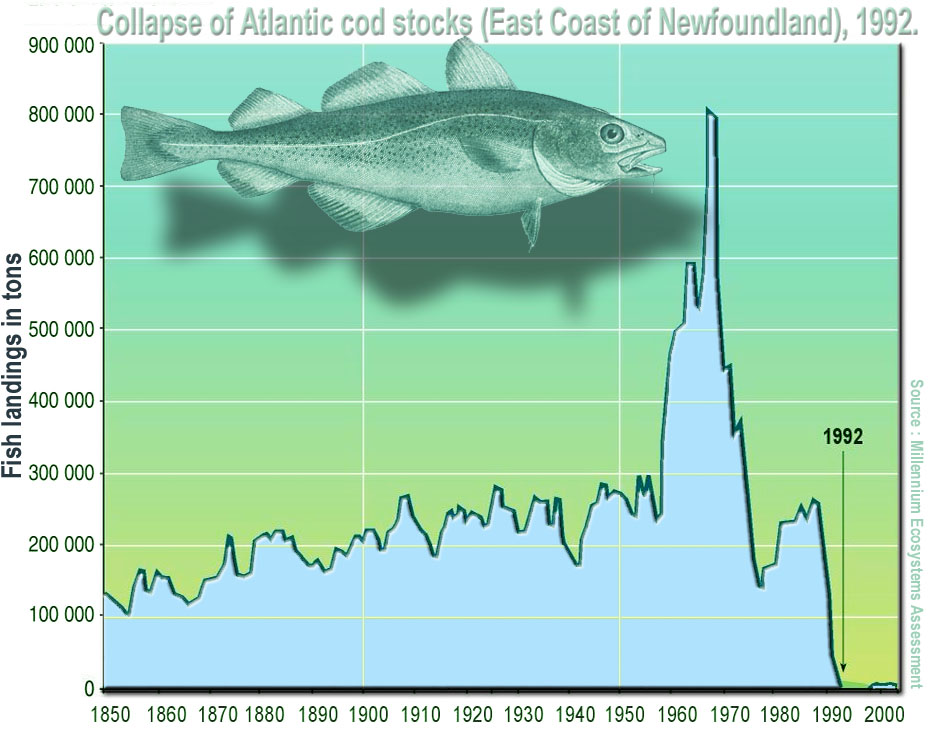
タイセイヨウダラの資源は1970年代と1980年代に深刻な乱獲が行われ、1992年に急激に崩壊した。

コモンズの悲劇は、再生可能な資源管理のジレンマの一種である。このジレンマは、グループのメンバーが共有地を共有しているときに発生する。共有地は競合的で非排除的である。つまり、誰でもその資源を使用できるが、利用可能な資源の量は有限であるため、過剰開発を招きやすい。
コモンズの悲劇のパラダイムは、イギリスの経済学者ウィリアム・フォースター・ロイドによる1833年のパンフレットで初めて登場した。ロイドによれば、「もし人が自分の畑により多くの牛を入れれば、牛が消費する生存資源の量は、元の家畜の命令下にあったものからすべて差し引かれる。そして、以前、牧草地がぎりぎり足りていた量しかなかったとすれば、追加の家畜から利益を得ることはできない。一方の方法で得たものは、他方の方法で失われるからである。しかし、共有地により多くの牛を入れれば、牛が消費する食料は、自分の牛と他人の牛の両方の数に比例して、すべての牛の間で共有される控除となり、自分の牛からは小さな部分しか取られない」。
コモンズの悲劇のテンプレートは、資源枯渇の様々な形態を含む、無数の問題を理解するために使用できる。例えば、1960年代と1970年代の過剰漁獲により、以前は豊富にあったタイセイヨウダラの供給が枯渇した。1992年までに、漁師が種の再生産に十分な魚を残さなかったため、タラの個体数は完全に崩壊した。もう1つの例は、個人主義的な国（対集団主義的な国）におけるCOVID-19の罹患率と死亡率の高さである。

## 社会的罠
社会的罠は、個人やグループが即時的な報酬を追求したが、後に負の結果や致命的な結果をもたらすことが判明した場合に発生する。この種のジレンマは、ある行動が最初は報酬を生むが、同じ行動を続けると収穫逓減が生じる場合に発生する。社会的罠を引き起こす刺激は、スライディング強化因子と呼ばれる。小さな量では行動を強化し、大きな量では罰するからである。

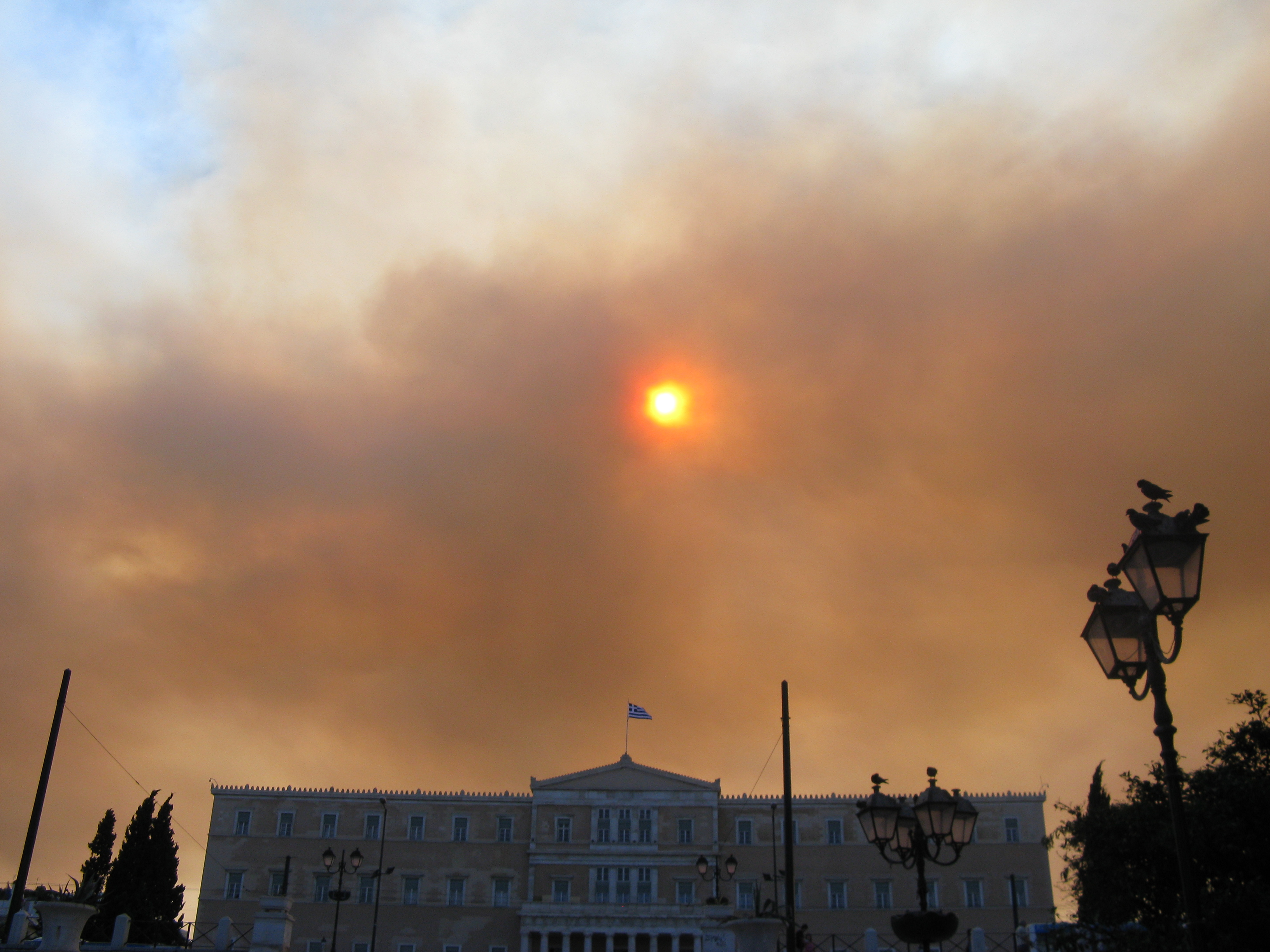
アテネ、ギリシャの空の汚染。

社会的罠の一例は、車両の使用とそれに伴う汚染である。個別に見れば、車両は輸送を革新し、生活の質を大幅に向上させた適応技術である。しかし、現在の広範な使用は、エネルギー源から直接、またはライフサイクルを通じて、高レベルの汚染を生み出している。

## 知覚のジレンマ
知覚のジレンマは、紛争中に発生し、外集団バイアスの産物である。このジレンマでは、紛争の当事者は協力を好むが、同時に相手側が譲歩的なジェスチャーを利用するだろうと信じている。

### 紛争における知覚のジレンマ
紛争における知覚のジレンマの蔓延は、この問題に関する2つの異なる学派の発展につながった。核抑止理論によれば、紛争において取るべき最良の戦略は、強さと必要に応じて武力を行使する意思を示すことである。このアプローチは、攻撃を未然に防ぐことを目的としている。逆に、紛争のスパイラル・ビューは、抑止戦略は敵意と防衛心を高め、平和的な意図を明確に示すことがエスカレーションを避けるための最も効果的な方法であると主張する。
抑止理論を実践した例として、冷戦時代の（アメリカとソビエト連邦の両方が採用した）相互確証破壊(MAD)戦略がある。両国とも第二撃能力を持っていたため、核兵器を使用すれば自国も破壊されることを双方が知っていた。MADは議論の余地があるが、核戦争を防ぐという本来の目的を達成し、冷戦を冷戦のままに保った。
紛争スパイラル理論に沿って、譲歩的なジェスチャーも大きな効果を発揮してきた。例えば、エジプト大統領のアンワル・サダトが1977年に両国間の長期にわたる敵対関係の最中にイスラエルを訪問したことは好意的に受け止められ、最終的にエジプト・イスラエル平和条約に貢献した。

## 政治における集合行為問題

### 投票
学者たちは、激戦州であっても、アメリカ大統領選挙の結果を左右できる可能性は1000万分の1しかないと推定している。この統計は、選挙結果に影響を与えることはできないと信じて、投票という民主的権利の行使を思いとどまらせるかもしれない。しかし、もし全員がこの見方を採用して投票に行かないことを決めたら、民主主義は崩壊するだろう。この状況は集合行為問題をもたらす。なぜなら、個人の投票が選挙の結果に実際に影響を与える可能性は非常に低いため、個人は投票所から足を遠ざけることを選択するインセンティブがあるからである。
政治的無関心の高さにもかかわらず、アメリカでは、この集合行為問題は、一部の政治学者が予想するほど投票率を下げていない。大半のアメリカ人は、自分の政治的有効性が実際よりも高いと信じていることが分かっており、数百万人ものアメリカ人が自分の一票は重要ではないと考えて投票所から足を遠ざけることを阻止している。したがって、集合行為問題は、集団行動に参加する個人への具体的な利益だけでなく、集合行動が個人の利益につながるという単なる信念によっても解決できるようである。

### 環境政策
地球温暖化、生物多様性の喪失、廃棄物の蓄積などの環境問題は、集合行為問題として記述できる。これらの問題は膨大な数の人々の日常的な行動と関連しているため、これらの環境問題の影響を軽減するためには膨大な数の人々が必要である。しかし、政府の規制がなければ、個人や企業は炭素排出を削減したり、枯渇性資源の使用を抑制したりするために必要な行動をとる可能性は低い。なぜなら、これらの人々や企業は、地球の健康に利益をもたらす環境に優しい選択肢とは異なる、より簡単で安価な選択肢を選ぶインセンティブがあるからである。
個人の利己心から、アメリカ人の半数以上が、政府による企業規制は利益よりも害の方が大きいと考えるようになった。しかし、同じアメリカ人に食品や水質の基準などの具体的な規制について尋ねると、大半は現在の法律に満足しているか、さらに厳しい規制を支持している。これは、環境問題に関する集団行動を集合行為問題が妨げる方法を示している。個人が食品や水質などの問題の直接的な影響を受ける場合は規制を支持するが、個人の炭素排出量や廃棄物の蓄積による大きな影響が見えない場合は、環境に有害な活動を抑制する法律に一般的に反対する傾向がある。

## 社会的ジレンマにおける協力を促進する要因
人々が協力する条件を研究することで、社会的ジレンマを解決する方法に光を当てることができる。文献では、解決策を動機付け、戦略、構造の3つの幅広いクラスに区別している。これらは、行為者が純粋に自己の利益によって動機付けられていると見なすかどうか、社会的ジレンマゲームのルールを変更するかどうかによって異なる。

### 動機付け解決策
動機付け解決策は、人々が他者を考慮した選好を持っていると想定している。社会的価値志向性に関する相当な文献があり、人々は自分と他者の結果をどの程度重視するかについて安定した選好を持っていることが示されている。研究は、(1)個人主義（他者に関係なく自分の結果を最大化する）、(2)競争（他者と比較して自分の結果を最大化する）、(3)協力（共同の結果を最大化する）の3つの社会的動機に集中している。最初の2つの志向性は自己志向性と呼ばれ、3番目は向社会的志向性と呼ばれる。実験室でも現場でも、社会的ジレンマに直面したときに向社会的な個人と自己志向的な個人は異なる行動をとるという考えを支持する証拠は多い。向社会的な人は、自分の決定の道徳的な意味合いをより重視し、協力を最も望ましい選択肢と見なす。水不足のような希少性の条件下では、向社会的な人は共有資源からの収穫量が少ない。同様に、向社会的な人は、例えば車や公共交通機関を利用することの環境的影響をより懸念している。
社会的価値志向性の発達に関する研究は、家族の歴史（向社会的な人は姉妹が多い）、年齢（年配者の方が向社会的）、文化（西洋文化には個人主義者が多い）、性別（向社会的な女性が多い）、大学のコース（経済学部の学生は向社会的でない）など、様々な要因の影響を示唆している。しかし、これらの社会的価値志向性の根底にある心理的メカニズムについてもっと知るまでは、介入のための良い基盤を欠いている。
個人がグループの結果に割り当てる重みに影響を与える可能性のある別の要因は、コミュニケーションの可能性である。社会的ジレンマの文献で頑健な発見は、人々に互いに話し合う機会を与えると協力が増加するということである。この効果を説明するのは非常に困難であった。1つの動機付けの理由は、コミュニケーションがグループのアイデンティティの感覚を強化することである。
しかし、戦略的な考慮もあるかもしれない。第一に、コミュニケーションにより、グループメンバーは自分が何をするかについて約束と明示的なコミットメントを行う機会を得る。どれだけの人が協力するという約束を守るのかは明らかではない。同様に、コミュニケーションを通じて、人々は他の人が何をしているかについての情報を収集することができる。一方で、この情報はあいまいな結果を生み出す可能性がある。他の人の協力する意思を認識することは、彼らを利用しようとする誘惑を引き起こすかもしれない。
社会的ジレンマ理論は、組織におけるソーシャルメディアのコミュニケーションと知識共有の研究に適用された。組織の知識は公共財とみなすことができ、貢献への動機付けが鍵となる。個人レベルでは内発的動機と外発的動機の両方が重要であり、管理者の介入によって対処できる。

### 戦略的解決策
解決策の2つ目のカテゴリーは、主に戦略的なものである。繰り返しの相互作用において、人々がしっぺ返し戦略(TFT)を採用すると、協力が生まれる可能性がある。しっぺ返し戦略は、まず協力的な行動をとり、次の行動は相手の決定を模倣することを特徴としている。したがって、パートナーが協力しない場合は、パートナーが協力を始めるまで、この行動をコピーする。異なる戦略を互いに対峙させたコンピューター・トーナメントでは、しっぺ返し戦略が社会的ジレンマにおいて最も成功した戦略であることが示された。しっぺ返し戦略は、優しいが強固な戦略であるため、現実世界の社会的ジレンマでよく見られる戦略である。例えば、結婚契約、賃貸契約、国際貿易政策はすべてTFT戦術を使用している。
しかし、しっぺ返し戦略はかなり容赦のない戦略であり、ノイズの多い現実世界のジレンマでは、より寛容な戦略には独自の利点がある。そのような戦略は、寛大なしっぺ返し(GTFT)として知られている。この戦略は、協力に対しては常に協力で応えるが、通常は裏切りに対して裏切りで応える。しかし、ある確率でGTFTは相手プレイヤーの裏切りを許して協力する。行動と認知にエラーがある世界では、このような戦略がナッシュ均衡であり、進化的に安定している可能性がある。協力がより有益であればあるほど、寛大なしっぺ返しは裏切り者の侵入に抵抗しながら、より寛容になることができる。
パートナーが再び会えない場合でも、戦略的に協力することが賢明な場合がある。人々が相互作用の相手を選択的に選ぶことができる場合、協力者として見られることが得策かもしれない。研究によると、協力者は非協力者よりも良い機会を生み出している。協力者は、共同作業のパートナー、恋愛のパートナー、グループのリーダーとして選択的に好まれている。しかし、これは人々の社会的ジレンマの選択が他人に監視されている場合にのみ起こる。慈善活動、博愛主義、傍観者の介入などの利他主義と協力の公的行為は、おそらく評判に基づく協力の現れである。

### 構造的解決策
構造的解決策は、社会的ジレンマを修正するか、ジレンマを完全に取り除くことでゲームのルールを変更する。節約行動に関する現場調査では、金銭的報酬の形での選択的インセンティブが、家庭の水道と電気の使用量を減らすのに効果的であることが示されている。さらに、数多くの実験研究とケース研究により、個人が状況を監視する能力があるかどうか、裏切り者を罰したり「制裁」を加えたりできるかどうか、外部の政治構造によって協力と自己組織化が正当化されているかどうか、互いにコミュニケーションを取って情報を共有できるかどうか、互いを知っているかどうか、紛争解決のための効果的な場があるかどうか、境界線が明確であるか容易に監視できる社会・生態システムを管理しているかどうかなど、多くの要因に基づいて協力行動が起こりやすいことが示されている。しかし、報酬と罰のシステムの実施には様々な理由で問題がある。第一に、制裁システムの構築と管理には多大なコストがかかる。選択的な報酬と罰を与えるには、協力者と非協力者の両方の活動を監視するための支援機関が必要であり、その維持にはかなりの費用がかかる可能性がある。第二に、これらのシステム自体が公共財であるため、その存在に貢献しなくても、制裁システムの恩恵を享受できる。警察、軍隊、司法制度は、人々がそれらを支えるために税金を払う意思がなければ機能しなくなる。これは、多くの人がこれらの機関に貢献したいと思うかどうかという疑問を提起する。実験研究では、特に信頼度の低い個人が罰のシステムに投資する意思があることが示唆されている。かなりの割合の人々が、自分自身が利益を得なくても非協力者を喜んで罰する。一部の研究者は、利他的な罰は人間の協力のために進化したメカニズムであると示唆している。第三の限界は、罰と報酬のシステムが人々の自発的な協力の意図を損なう可能性があることである。協力することで「温かい輝き」を感じる人もいるため、選択的インセンティブの提供は協力の意図を押しのける可能性がある。同様に、負の強化システムの存在は、自発的な協力を損なう可能性がある。罰のシステムは人々が他者に対して持つ信頼を低下させるという研究もある。初期の罰が低い重症度で、異常な困難を考慮に入れ、違反者が集団の信頼に再び入ることを許す段階的な制裁は、集団資源管理を支援し、システムへの信頼を高めることが分かっている。
境界構造解は社会的ジレンマ構造を修正するものであり、そのような戦略はしばしば非常に効果的である。コモンズ・ジレンマに関する実験研究によると、過剰収穫グループは、共有資源の世話をするリーダーを任命する意欲が高い。特に人々のグループの結びつきが強い場合、限られた権力を持つ民主的に選ばれた典型的なリーダーシップが好まれる。結びつきが弱い場合、グループは強制力を持つより強力なリーダーを好む。当局が社会的ジレンマを統治する際に信頼できるかどうかは疑問であり、現場調査によると、正当性と公正な手続きが市民の当局受け入れの意欲において極めて重要であることが示されている。他の研究では、資源が深刻に過剰収穫される前に、問題の資源に高い価値を置くグループは、外部の権威基盤を必要とせずに、自己組織化に成功する動機づけが高まることが強調されている。しかし、これらのケースでは、外部の「権威」が解決策であるとは想定されておらず、効果的な自己組織化と集団による統治、資源基盤への配慮が重要である。
グループの規模を縮小することも、もう1つの構造的解決策である。一般的に、グループの規模が大きくなると協力は低下する。大規模なグループでは、人々は共通の利益に対する責任感が薄れ、自分の貢献は重要ではないと考えがちである。問題の規模を縮小すること（大規模なジレンマを小規模でより管理しやすい部分に分割するなど）は、そのような状況下で協力を高めるための効果的な手段である。ガバナンスに関する追加の研究では、グループの規模には曲線的な効果があることが示されている。なぜなら、人数が少ないとガバナンスグループは、資源システムやガバナンスプロセスを効果的に研究、管理、運営するのに十分な人員がいない可能性があるからである。
提案されているもう1つの境界解決策は、民営化によって社会的ジレンマから「社会的」を取り除くことである。このインセンティブの再構築により、個人のニーズをグループのニーズよりも優先させようとする誘惑がなくなる。しかし、魚、水、きれいな空気などの移動可能な資源を民営化するのは容易ではない。民営化は、誰もが平等な分け前を得られない可能性があるため、社会正義の懸念も生じさせる。民営化はまた、統制の所在を外在化することで、人々の内発的な協力への動機を損なう可能性がある。
社会において、内部で社会的ジレンマに直面する社会単位は、通常、さまざまな種類の資源をめぐって他のグループと競争するという相互作用に組み込まれている。これをモデル化すると、社会的ジレンマは大幅に緩和される。
内側からも外側からも社会的ジレンマを修正する、多くの追加的な構造的解決策がある。共有資源の共同管理、自治のための組織化、社会的ジレンマでの協力が成功する可能性は、資源システムの性質から、行為者が属する社会システムの性質、外部権威の政治的立場、効果的なコミュニケーション能力、コモンズの管理に関する既存のルールまで、多くの変数に依存する。しかし、社会的ジレンマにおける最適でないまたは失敗した結果（そして恐らく民営化または外部権威の必要性）は、「資源利用者が関係者全員を知らず、信頼と互恵性の基盤がなく、コミュニケーションが取れず、確立されたルールがなく、効果的な監視と制裁のメカニズムがない場合」に発生する傾向がある。

## 結論
よく見てみると、社会的ジレンマは、地球温暖化から紛争のエスカレーションまで、最も差し迫った地球規模の問題の多くの根底にあることが分かる。それらの広範な重要性は、主要なタイプのジレンマと付随するパラダイムについての広範な理解を必要とする。幸いなことに、この主題に関する文献は、社会的ジレンマを現実世界の問題の基礎として理解する差し迫った必要性に対応するために拡大している。
この分野の研究は、組織の福祉、公衆衛生、地域および地球規模の環境変化などの分野に応用されている。重点は純粋な実験室研究から、動機付け、戦略、構造的解決策の組み合わせをテストする研究へとシフトしている。様々な行動科学の研究者が、社会的ジレンマを研究するための統一的な理論的枠組み（進化理論や、エリノア・オストロムらが開発した社会生態システム・フレームワークなど）を開発していることは心強い。例えば、神経経済学の文献では、神経科学的手法を用いて社会的ジレンマにおける意思決定の脳の相関関係を研究している。社会的ジレンマの研究の学際的性質は、分野間の従来の区別に当てはまらず、経済学、政治学、心理学の区分を超越した学際的アプローチを要求する。